# Lac Raven
Pour les articles homonymes, voir Raven.
Le lac Raven est un plan d'eau douce du Canada, qui chevauche la frontière entre le :
- Nord-Ouest dans la province de Québec, dans Rouyn-Noranda (secteur de Montbeillard), en Abitibi-Témiscamingue, dans la région administrative du Nord-du-Québec ;
- Nord-Est de l'Ontario, dans le District de Timiskaming (canton de McFadden Geo).

La ligne de démarcation entre les deux provinces passe dans la partie Nord-Est du lac Raven.
La foresterie constitue la principale activité économique du secteur ; les activités récréotouristiques, en second. La villégiature est développée sur la rive Nord et dans une baie au Sud-Est, soit du côté Sud de la plus grande île de ce plan d’eau. Ce bassin versant est desservi du côté Nord par la route 117 (sens Est-Ouest).
Annuellement, la surface du lac est généralement gelée de la mi-novembre à la fin avril, néanmoins, la période de circulation sécuritaire sur la glace est habituellement de la mi-décembre à la mi-avril.

## Géographie
Les principaux bassins versants voisins du lac Raven sont :
- côté Nord : lacs de la frontière (Boundary Lakes), lac Labyrinthe, rivière Dasserat ;
- côté Est : lac Hébert, lac Dufay, rivière Granville ;
- côté Sud : rivière Laberge, Crique de la Loutre ;
- côté Ouest : rivière Larder, lac Larder, ruisseau Sharp.

Ce plan d’eau qui a la forme d’un grand V ouvert vers le Sud-Est, comporte la Baie Hannigan (rive Nord-Ouest).
L’embouchure du lac Raven est située à :
- 4,0 km au Sud-Est du lac Larder ;
- 4,9 km à l’Ouest de la frontière du Québec-Ontario ;
- 27,4 km au Nord-Est de l’embouchure de la rivière Larder (confluence avec la rivière Blanche (lac Témiscamingue) ;
- 51,2 km au Nord-Ouest de la rivière Blanche (lac Témiscamingue)[1].

À partir de l’embouchure du lac Raven, la rivière Larder coule sur 51,0 km en formant un crochet vers l’Ouest, avant de se déverser sur la rive Nord-Est de la rivière Blanche (lac Témiscamingue). Cette dernière coule vers le Sud-Est jusqu’au lac Témiscamingue, lequel chevauche la frontière Ontario-Québec.

## Toponymie
Le terme « Raven » constitue un patronyme de famille d’origine anglaise.
Le toponyme « lac Raven » a été officialisé le 5 décembre 1968 par la Commission de toponymie du Québec, soit lors de sa création.